# Ville Nousiainen

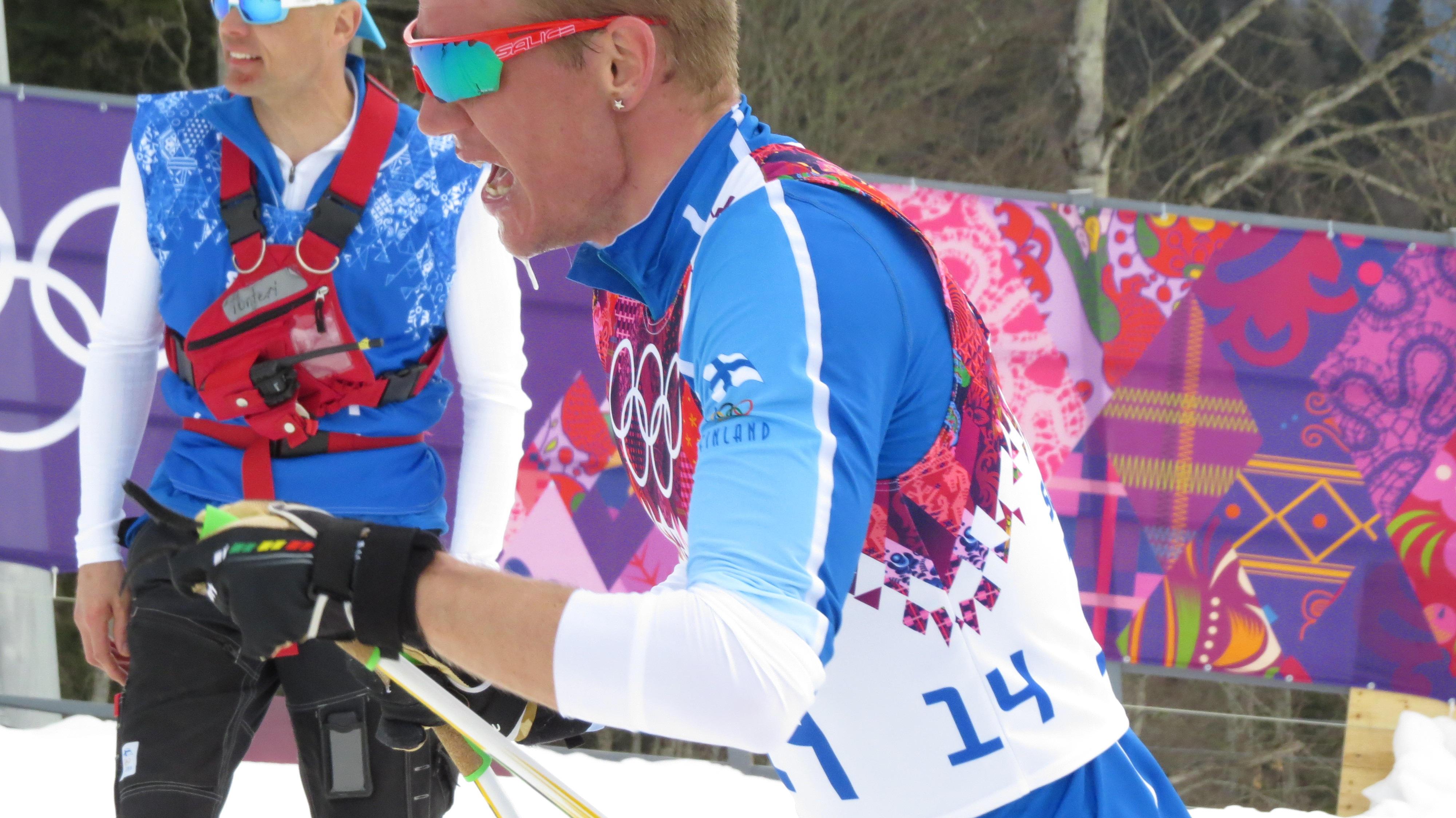
Nousiainen tijdens de Olympische Winterspelen 2014 in Sotsji.

Ville Antero Nousiainen (Kouvola, 5 december 1983) is een Finse langlaufer. Hij vertegenwoordigde zijn vaderland op de Olympische Winterspelen 2006 in Turijn, op de Olympische Winterspelen 2010 in Vancouver en op de Olympische Winterspelen 2014 in Sotsji.

## Carrière
Nousiainen maakte zijn wereldbekerdebuut in maart 2003 in Lahti, in november 2005 scoorde hij in Kuusamo zijn eerste wereldbekerpunten. Tijdens de Olympische Winterspelen van 2006 in Turijn startte de Fin op de 50 kilometer vrije stijl, hij wist echter niet te finishen. In februari 2007 eindigde Nousiainen in het Davos voor de eerste maal in zijn carrière in de toptien van een wereldbekerwedstrijd. Op de wereldkampioenschappen langlaufen 2007 in Sapporo eindigde de Fin als tiende op de 50 kilometer klassieke stijl, op de 15 kilometer vrije stijl eindigde hij als achttiende en op de 30 kilometer achtervolging als 24e. Samen met Sami Jauhojärvi, Teemu Kattilakoski en Juha Lallukka eindigde hij als zesde op de estafette, op de teamsprint eindigde hij samen met Sami Jauhojärvi op de negende plaats. In december 2007 stond Nousiainen in Rybinsk voor de eerste maal in zijn carrière op het podium. In Liberec nam de Fin deel aan de wereldkampioenschappen langlaufen 2009, op dit toernooi eindigde hij als achttiende op de 30 kilometer achtervolging en als 26e op de 50 kilometer vrije stijl. Samen met Sami Jauhojärvi veroverde hij de bronzen medaille op het onderdeel teamsprint, op de estafette legde hij samen met Matti Heikkinen, Sami Jauhojärvi en Teemu Kattilakoski beslag op de bronzen medaille. Tijdens de Olympische Winterspelen van 2010 in Vancouver eindigde Nousiainen als dertiende op de 15 kilometer vrije stijl en als 37e op de 50 kilometer klassieke stijl. Samen met Sami Jauhojärvi, Matti Heikkinen en Teemu Kattilakoski eindigde hij als vijfde op de estafette, op de teamsprint eindigde hij samen met Lasse Paakkonen op de tiende plaats.
Op de wereldkampioenschappen langlaufen 2011 in Oslo eindigde hij als achtste op de 15 kilometer klassieke stijl en als 26e op de 50 kilometer vrije stijl. Samen met Sami Jauhojärvi, Juha Lallukka en Matti Heikkinen eindigde hij als vierde op de estafette, op de teamsprint eindigde hij samen met Sami Jauhojärvi op de vijfde plaats. In Val di Fiemme nam de Fin deel aan de wereldkampioenschappen langlaufen 2013. Op dit toernooi eindigde hij als 26e op de 15 kilometer vrije stijl, samen met Sami Jauhojärvi, Lari Lehtonen en Matti Heikkinen eindigde hij als vijfde op de estafette. Tijdens de Olympische Winterspelen van 2014 in Sotsji eindigde Nousiainen als 24e op de sprint en als 28e op de 15 kilometer klassieke stijl.
Op de wereldkampioenschappen langlaufen 2015 in Falun eindigde hij als 22e op de 15 kilometer vrije stijl. Op de teamsprint eindigde hij samen met Martti Jylhä op de vijfde plaats, samen met Sami Jauhojärvi, Iivo Niskanen en Matti Heikkinen eindigde hij als achtste op de estafette. In Lahti nam Nousiainen deel aan de wereldkampioenschappen langlaufen 2017. Op dit toernooi eindigde hij als 38e op de 30 kilometer skiatlon.

## Resultaten

### Olympische Spelen
| Jaar | Plaats    | Resultaten |
| ---- | --------- | --- |
| 2006 | Turijn    | DNF 50 km vrije stijl |
| 2010 | Vancouver | 13e 15 km vrije stijl DNF 30 km achtervolging 37e 50 km klassieke stijl 10e Teamsprint (vrije stijl) 5e 4×10 km estafette |
| 2014 | Sotsji    | 24e Sprint (vrije stijl) 28e 15 km klassieke stijl                                                                        |

### Wereldkampioenschappen
| Jaar | Plaats        | Resultaten |
| ---- | ------------- | --- |
| 2007 | Sapporo       | 18e 15 km vrije stijl 24e 30 km achtervolging 10e 50 km klassieke stijl 9e Teamsprint (vrije stijl) 6e 4x10 km estafette       |
| 2009 | Liberec       | DNF 15 km klassieke stijl · 18e 30 km achtervolging · 26e 50 km vrije stijl · Teamsprint (klassieke stijl) · 4x10 km estafette |
| 2011 | Oslo          | 8e 15 km klassieke stijl 26e 50 km vrije stijl 5e Teamsprint (klassieke stijl) 4e 4×10 km estafette                            |
| 2013 | Val di Fiemme | 26e 15 km vrije stijl 5e 4×10 km estafette                                                                                     |
| 2015 | Falun         | 22e 15 km vrije stijl 5e Teamsprint (vrije stijl) 8e 4×10 km estafette                                                         |
| 2017 | Lahti         | 38e 30 km skiatlon |

### Wereldbeker
Eindklasseringen
| Seizoen   | Algm | DI   | SP  | TdS |
| --------- | ---- | ---- | --- | --- |
| 2005/2006 | 153e | 111e | -   | -   |
| 2006/2007 | 44e  | 31e  | -   | -   |
| 2007/2008 | 17e  | 10e  | 55e | -   |
| 2008/2009 | 139e | 86e  | -   | 26e |
| 2009/2010 | 37e  | 36e  | 58e | 12e |
| 2010/2011 | 58e  | 42e  | 52e | DNF |
| 2011/2012 | 83e  | 60e  | 94e | 24e |
| 2013/2014 | 47e  | 39e  | 69e | DNF |
| 2014/2015 | 77e  | 53e  | 84e | -   |
| 2015/2016 | 151e | 96e  | -   | 18e |
| 2016/2017 | 139e | 96e  | -   | 5e  |
| 2017/2018 | 151e | 100e | -   | -   |